# Havárie Tu-154 u Smolenska
K havárii polského letounu Tu-154M Lux blízko Smolenské letecké základny ve Smolenské oblasti nedaleko Smolenska u vsi Pečersk došlo 10. dubna 2010 v 10:41 moskevského času. Letoun přepravoval vysoké vojenské a politické představitele, kteří letěli z Varšavy do Ruska uctít památku obětí Katyňského masakru při příležitosti jeho 70. výročí. Havárii nikdo z osob na palubě nepřežil, zemřelo 96 osob (89 cestujících a 7 členů posádky), mimo jiné prezident Lech Kaczyński s manželkou Marií a prakticky celé nejvyšší velení polské armády – náčelník generálního štábu a velitelé pozemních, leteckých, speciálních i námořních sil.
Piloti se pokoušeli přistát na Smolenskou leteckou základnu v husté mlze, viditelnost byla snížena na asi 500 metrů. Letoun sestoupil hluboko pod normální dráhu přiblížení, zasáhl stromy a narazil do země, dopadl v zalesněné oblasti jen kousek od ranveje.
Jak ruské, tak polské oficiální vyšetřování nenalezly žádné technické závady na letadle a dospěly k závěru, že posádka neprovedla přistání bezpečným způsobem v daných meteorologických podmínkách a vybavení letiště. Polské orgány zjistily závažné nedostatky v organizaci a školení příslušné jednotky letectva, která byla následně rozpuštěna. Několik vysoce postavených členů polské armády rezignovalo pod tlakem politiků a médií.
O havárii se objevily různé konspirační teorie, například že byla politickou vraždou. Polské ani mezinárodní vyšetřování však nenalezly žádné důkazy podporující tuto verzi.

## Faktické informace

### Letoun

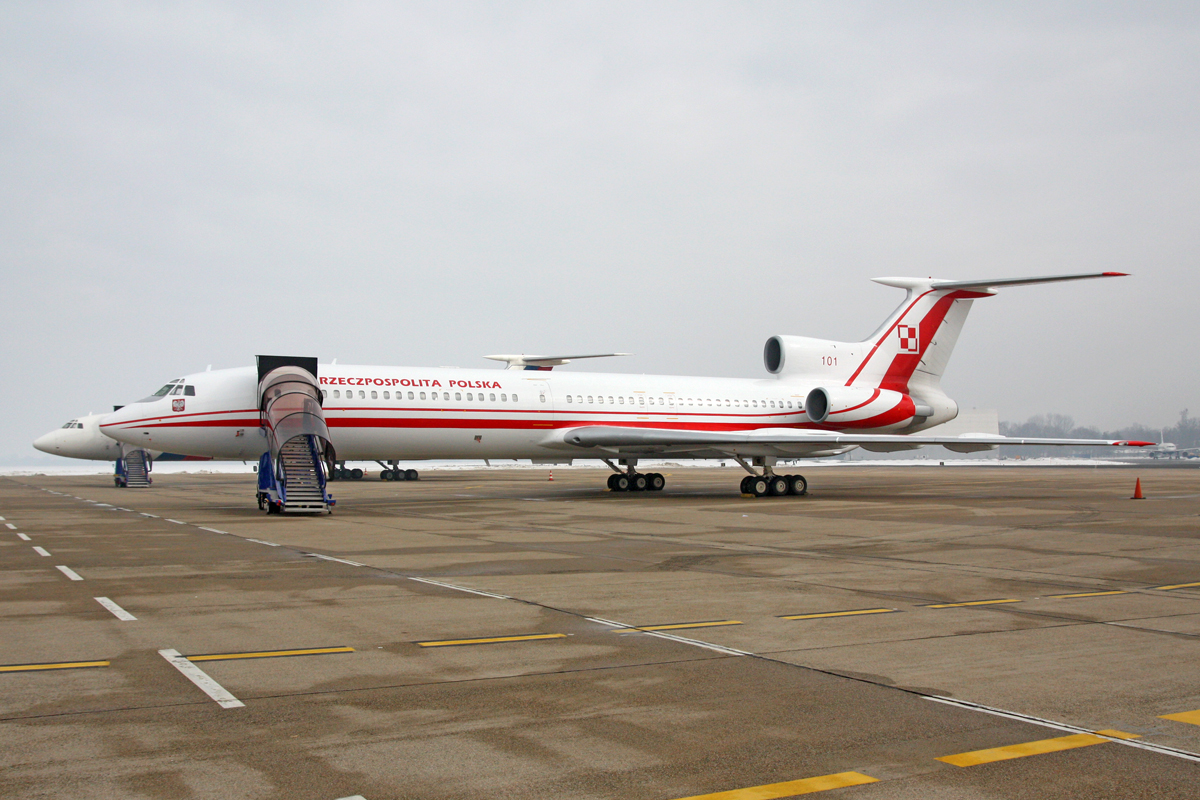
Polský Tu-154M Lux č. 101 během návštěvy Lecha Kaczyńskeho v Chorvatsku

Letoun sovětské výroby Tupolev Tu-154M Lux, sériového čísla 90A837, provozovaný 36. speciálním plukem letecké dopravy, byl vyroben 14. dubna 1990 a polské armádě dodán v témže roce. Za dobu provozu nalétal 5143 hodin, od poslední generální opravy, ze které se vrátil 23 prosince 2009, nalétal 139 hodin. Během opravy v Samarském závodě Aviakor došlo k zásadní modernizaci avioniky a letoun byl mimo jiné vybaven americkým systémem plánování a optimalizace letu FMS (UNS1-D), varování před nárazem do terénu TAWS a navigačním GPS. Podle webových stránek výrobce, Universal Avionics Systems, však systém neobsahoval model terénu v blízkosti letiště.
Přitom byl zřejmě demontován navigační systém RSBN, používaný na vojenských letištích zemí Varšavské smlouvy. Protože to byl první letoun ze dvou Tu-154M, který podstoupil tuto modernizaci, je možné, že posádka neměla rutinně zažitou obsluhu nového navigačního vybavení. K letounu polská strana nedoložila vyšetřovatelům platný průkaz letové způsobilosti.
V provozní letové příručce má letoun Tu-154M Lux stanovena minima dohlednosti a výšky rozhodnutí (pod níž nesmí pilot klesat, dokud nemá vizuální kontakt s přistávací dráhou) pro různé postupy přiblížení:
- OPRS – konečné přiblížení pomocí jednoho nesměrového radiomajáku NDB, min. dohlednost 4 000 m, výška rozhodnutí 250 m
- OSP – konečné přiblížení pomocí 2× NDB, min. dohlednost 1 800 m, výška rozhodnutí 120 m
- RSP+OSP – konečné přiblížení pomocí přesného radiolokátoru a 2× NDB, min. dohlednost 1 200 m, výška rozhodnutí 100 m[12]

Před letem natankoval letoun 19,5 t paliva, což při spotřebě okolo 5 t/h dostačovalo s rezervou i na zpáteční let.

### Posádka
Podobně jako letoun, neměla ani posádka nalétáno mnoho hodin:
- Kapitán, velitel letounu: kpt. Arkadiusz Protasiuk, 36 let, na Tu-154M nalétáno 2937 h, z toho jako kapitán 445 h[15]
- Druhý pilot: mjr. Robert Grzywna, 36 let, na Tu-154M nalétáno 506 h
- Navigátor: por. Artur Ziętek, 32 let, na Tu-154M nalétáno 59 h
- Palubní mechanik: prap. Andrzej Michalak, 37 let, na Tu-154M nalétáno 330 h
- Stevardky: Natalia Maria Januszková, Barbara Maria Maciejczyková, Justyna Moniuszková[16]

Posádka neabsolvovala pravidelný výcvik na trenažérech pro případ mimořádných situací a u jednotky nebyly zpracovány postupy pro spolupráci 4členné posádky.

### Letiště
Smolenská letecká základna je bývalé vojenské letiště, na kterém bylo původně dislokováno stíhací letectvo, později Krasnoselský gardový dopravní letecký pluk, který zde provozoval tři desítky nákladních letounů Il-76. Letiště nikdy nesloužilo civilní dopravě a není pro to vybaveno. Na letišti je jedna betonová vzletová a přistávací dráha s orientací 08/26 (RWY 26), délky 2500 m. Kromě systému RSBN (obdoba DME/VOR), dvou nesměrových majáku NDB/MKR a přibližovacích světel byl na letišti k dispozici přesný (tzn. schopný měřit i výšku) přibližovací radar. Původně se spekulovalo, zda byl na letišti ještě přístrojový naváděcí systém KGS (vojenská obdoba ILS), prezidentský letoun však stejně neměl na palubě potřebnou výbavu. Už při přípravách akce varovala ruská strana Poláky, že letiště není příliš kvalitně vybaveno a pro letoun Tu-154 není schopno zajistit stoprocentně bezpečné přistání. Nabídku na přistání na letišti v 250 km vzdáleném Brjansku však náměstek ministra zahraničních věcí Andrzej Kremer a generální tajemník Rady na ochranu památky bojů a utrpení Andrzej Przewoźnik odmítli a obvinili Rusy z pokusu o kladení překážek vzpomínkové akci. V březnu byla tedy provedena technická prověrka zařízení letiště včetně kontrolního technického letu a letiště shledáno vhodným pro přistání Tu-154 na RWY 26, což bylo 5. dubna potvrzeno pro minima dohlednosti 1000 m a výšku rozhodnutí 100 m (minimální výška nad letištěm, na kterou smí pilot sklesat, a pokud v tuto chvíli nemá vizuální kontakt s přistávací dráhou, musí ihned zahájit proceduru nezdařeného přiblížení, mj. zahájit stoupání).
Krátce před nehodou se počasí prudce zhoršilo, v 7:00 (UTC) uváděla místní meteorologická stanice dohlednost sníženou na 500 m, hustou mlhu, jihovýchodní vítr 10,8 km/h, teplotu 1 °C, rosný bod 1 °C a vlhkost 98 %.
Z toho důvodu byl odkloněn na záložní letiště Moskva-Vnukovo ruský vládní letoun Il-76, který měl krátce před příletem Poláků na letišti přistát.

## Let

Trajektorie letu polského speciálu z Varšavy do Smolenska

Let z Varšavy do Smolenska zajišťoval vládní Tu-154M Lux již podruhé v průběhu tří dnů. 7. dubna 2010 sem dopravoval polského premiéra Donalda Tuska, který letěl, společně s ruským premiérem Vladimírem Putinem, uctít památku katyňských obětí. Stojí za zmínku, že následujícího dne strávil tento letoun několik hodin na ruzyňském letišti, zatímco polský premiér večeřel společně s dalšími představiteli států bývalého východního bloku, s prezidentem Barackem Obamou, na americké ambasádě. Při návratu, krátce po vzletu, došlo ke střetu letounu s ptákem. Místo předepsaného přistání a kontroly posádka pokračovala v dalším letu. Tento incident neměl přímý vliv na následující události.
Polský prezident svoji návštěvu Katyně naplánoval na 10. dubna 2010. Jedna osoba, prezidentova poradkyně Zofia Kruszyńska-Gustová, se nedostavila k odbavení. Původně měl letět i bratr zemřelého prezidenta Jarosław Kaczyński, nakonec však cestu kvůli matčině špatnému zdravotnímu stavu zrušil. Letoun s prezidentem a mnoha dalšími významnými osobnostmi na palubě vzlétl s 27minutovým zpožděním z letiště Frédérica Chopina ve Varšavě v 7:27 hod. (5:27 UTC). Letoun letěl ve výšce 8 tisíc m rychlostí 800 km/h. Krátce před tím již přistál ve Smolensku jiný vládní speciál, Jakovlev Jak-40, na jehož palubě byli převážně polští novináři, kteří měli podávat zpravodajství z průběhu celé akce. Obě letiště jsou od sebe vzdálena přibližně 800 km, což včetně vzletu a přistání obnáší o něco více než hodinu letu převážně vzdušným prostorem Běloruska. Očekávaný přílet na cílové letiště byl cca 8:42. Okolo 8:20 vstoupilo letadlo do ruského vzdušného prostoru. O několik minut později začala posádka manévr klesání a v cca 500metrové výšce stroj letiště obletěl severně, aby mohl přistát z východní strany. Komunikace s ATC Minsk a Moskva probíhala v angličtině, s dispečery ze Smolenska pak v ruštině. Avšak pouze jeden člen posádky hovořil odborně rusky resp. v termínech letecké branže.
První informaci o nedostatečné dohlednosti ve Smolensku (400 m) obdrželi piloti od ATC Minsk v 6:14 UTC. Po navázání spojení s letištěm (v 6:25 UTC) obdrželi od tamního dispečera řízení letového provozu informaci o podmínkách bránících přistání a doporučení přistát na některém záložním letišti, buď v asi 320 km vzdáleném Minsku nebo v asi 350 km vzdálené Moskvě. Pilot letadla však toto doporučení nerespektoval. Podle ruských leteckých předpisů AIP mají kapitáni zahraničních letadel provozovaných v Rusku rozhodovat samostatně o možnosti vzletu … a přistání na cílových letištích a za toto rozhodnutí převzít plnou odpovědnost. Prostřednictvím radiové komunikace byli piloti opakovaně varováni i posádkou druhého vládního letounu Jak-40, že mlha houstne každou minutu, že ruskému Il-76 se už nepodařilo přistát ani na druhý pokus a i od nich obdrželi doporučení divertovat na některé záložní letiště. Naposledy je jejich kolegové varovali a odhadovali dohlednost na 200 m v 6:37 UTC; 4 minuty před nehodou. I tato varování se však minula účinkem.

## Nehoda

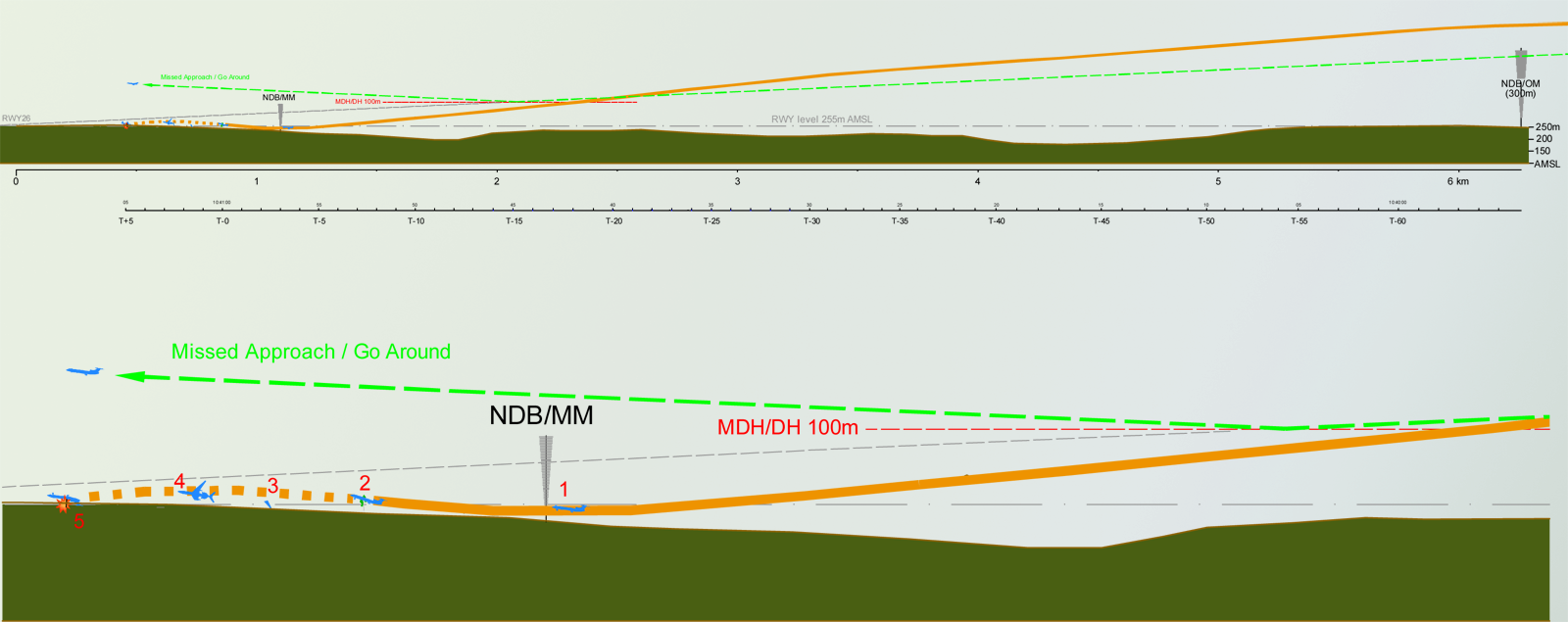
Správná a skutečná trajektorie při konečném přiblížení
Skutečná trajektorie
Správná trajektorie
výška rozhodnutí (pro zvětšení klikněte)

Posádka požádala o pokusné přiblížení, což bylo dispečerem povoleno a při třetí (předposlední) zatáčce zopakována instrukce, že při dosažení výšky 100 m musí být okamžitě připraveni provést manévr nezdařeného přiblížení. Dispečer zahájil radarové navádění, posádka však nereagovala, a tak pouze na obrazovce radaru sledoval konečné přiblížení letounu a informoval posádku o vzdálenosti. Povolení k přistání zatím nevydal, posádku pouze informoval, že dráha je volná a přistání eventuálně povolí později.
Piloti se strojem s vysunutými vztlakovými klapkami, podvozkem a motory na volnoběh prudce klesali mlhou, řízeni autopilotem. Ve vzdálenosti přibližně 2,4 km od prahu dráhy dosáhli výšky 100 m, ale pokračovali v rychlém klesání vstříc postupně se zvedajícímu svahu, přestože systém TAWS opakovaně varoval, že terén je blízko, a to několikrát i signálem PULL UP (přitáhni). Těsně před střetem s větvemi stromů posádka zahájila proceduru nezdařeného přiblížení a snažila se nabrat výšku. Reakce proudových motorů na otevření přípustí však nebyla dost rychlá (prodleva 5 sekund); navíc, vzhledem k vysoké rychlosti klesání, se u Tu-154M Lux objevuje v této situaci citelné prosednutí.

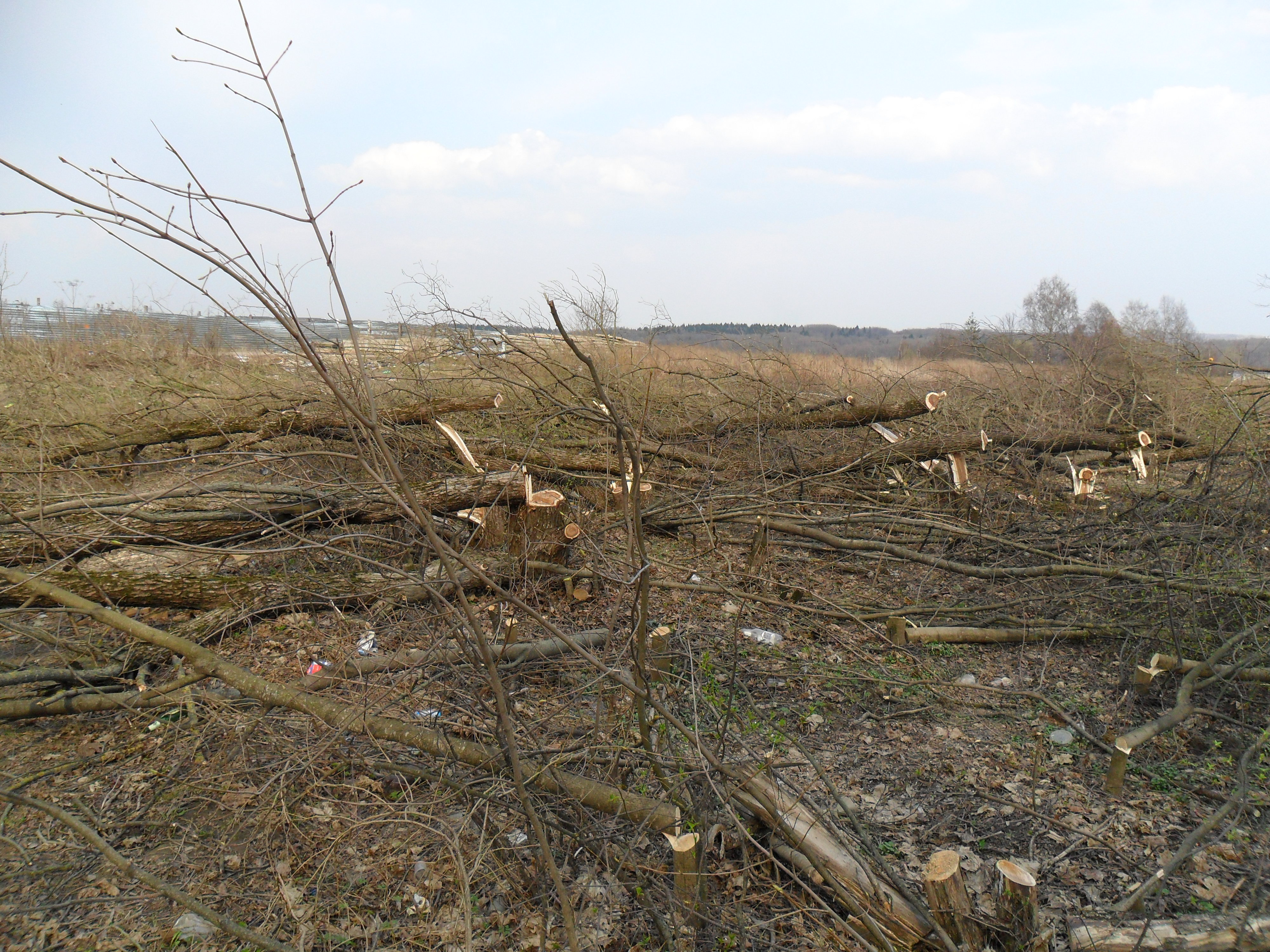
Pokácené stromy, olámané letounem těsně před místem nárazu

Letoun proletěl vlevo podél nesměrového radiomajáku (na mapě 54°49′32″ s. š., 32°3′38″ v. d.), přičemž postupně lámal tenčí větve na stromech v dráze letu (na obrázku vlevo pod číslem 1). Když se však levé křídlo setkalo s kmenem břízy o průměru 30–40 cm (2, na mapě 54°49′30″ s. š., 32°3′24″ v. d.), došlo k jeho destrukci a oddělení (3), letoun získal silný levý náklon, vybočil ze směru osy dráhy doleva pod úhlem asi 15°, ještě stačil přeletět silnici (4) a dopadl tvrdě na záda (5, místo nárazu 54°49′28″ s. š., 32°3′8″ v. d.) v areálu letiště asi 150 m vlevo od osy přistávací dráhy. Při dopadu (v 6:41:06 UTC) došlo k odlomení ocasní části, úplné destrukci trupu a na několika místech k vznícení paliva podchlazeného letem ve výšce. Trosky byly rozptýleny na ploše o délce několika set metrů, část se jich zaryla do měkké hlíny.
Posledních 5–6 s letu poté, kdy se oddělila část levého křídla se sloty i s křidélkem a došlo k porušení všech tří hydraulických okruhů, se stalo letadlo prakticky neovladatelným. Rozdíl vztlaků mezi zachovalým pravým křídlem a pahýlem levého křídla způsobil samovolnou rotaci okolo podélné osy stroje, které piloti již nemohli zabránit.

## Vyšetřování
Přesné příčiny nehody se staly předmětem šetření, které vedly ve spolupráci MAK (Mezistátní letecký výbor) a polské vyšetřovací orgány. Všechny černé skříňky byly nalezeny – hlasový, dva datové i třetí, polský nechráněný zapisovač. Přepis záznamu černé skřínky z pilotní kabiny byl později 1. června polskou vládou zveřejněn na internetu.
Do čela vyšetřování byl jmenován premiér Vladimir Putin, na vyšetřování se přímo podílejí ministr pro mimořádné situace Sergej Šojgu a šéf vyšetřovatelů prokuratury Alexandr Bastrykin. Prezident Dmitrij Medveděv nařídil vyšetřujícím orgánům vést vyšetřování v těsné spolupráci s polskými úřady, ruská diplomacie vyjádřila, v souladu s doporučeními ICAO, ochotu okamžitě přijmout polské odborníky.
V lednu 2011 uzavřel MAK vyšetřování s tím, že vinu za havárii nese posádka letounu, která podle vyšetřovací zprávy nedbala výstrah o špatném počasí a přistávacích podmínkách ve Smolensku, kdy nebyly v mlze vidět pozemní orientační body. Za neštěstí podle zprávy mohla série chyb polských pilotů, kteří vlastně vůbec nedostali povolení k přistání, nereagovali na výzvy operátorů k nepřistávání a ani na výzvy systému včasné výstrahy, že je stroj příliš nízko a klesá příliš rychle. Piloti měli být podle komise navíc stresovaní negativní reakcí prezidenta Lecha Kaczyńského na návrh přistání na náhradním letišti v Moskvě nebo Minsku, což ovlivnilo jejich úsudek pokračovat v riskantním přistání. Navíc kapitán Protasiuk měl neblahou zkušenost, když v roce 2008 letěl jako druhý pilot do Ázerbájdžánu (v té době probíhala občanská válka). Kapitán letu odmítl přistání jak v Baku, tak i v Tbilisi. Téměř okamžitě přišel o místo v polském letectvu.[zdroj⁠?!] Tlak prezidenta má dokládat to, že v kabině byl nalezen velitel polského vojenského letectva Andrzej Błasik s 0,6 promile alkoholu v krvi. Dalšími příčinami měla být skutečnost, že posádka nebyla dobře vycvičena – navigátor 5 měsíců neseděl v letadle a pilot nebyl vycvičen na přistání v mimořádných povětrnostních podmínkách.

### Příčiny

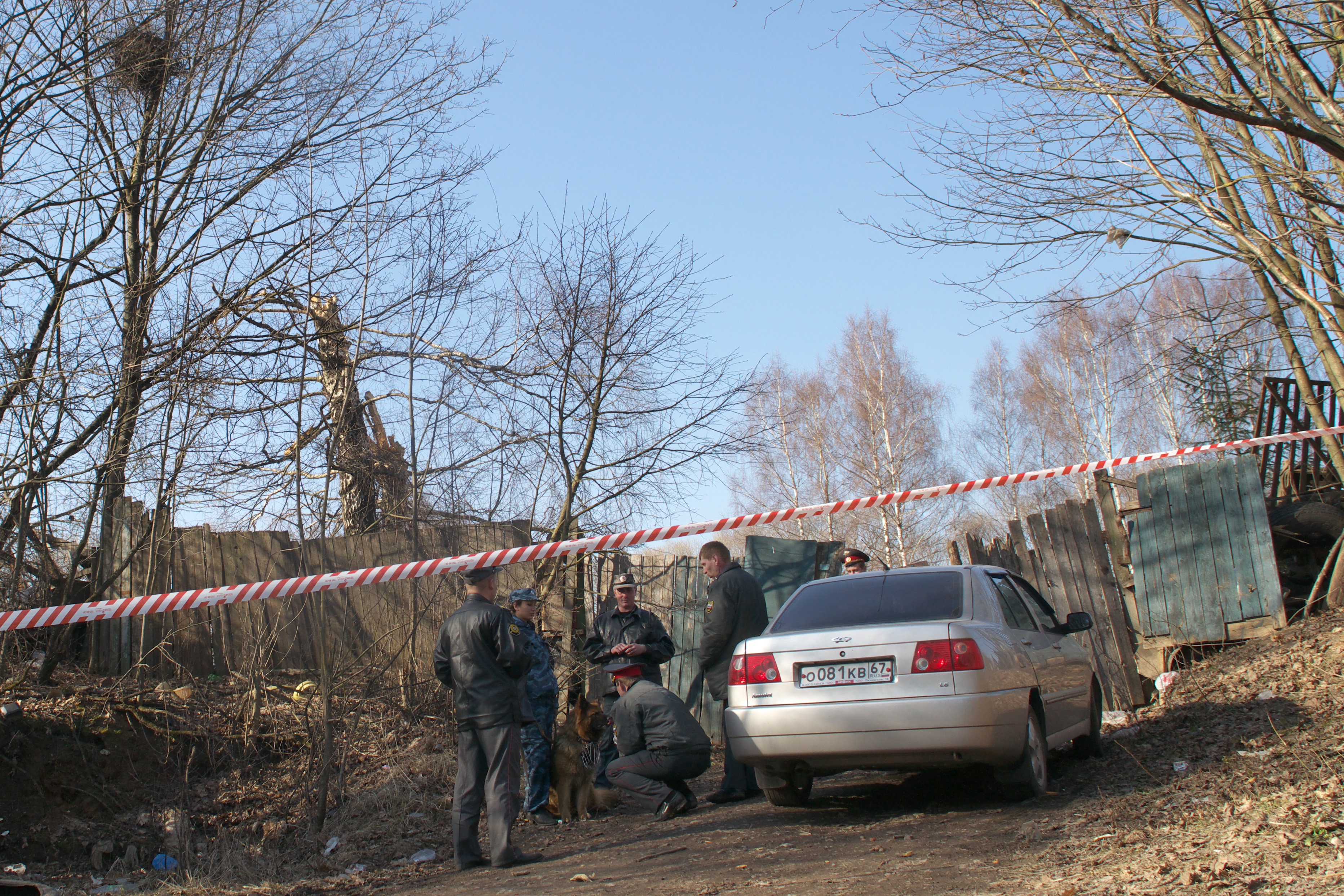
Přeražený kmen břízy (v pozadí)

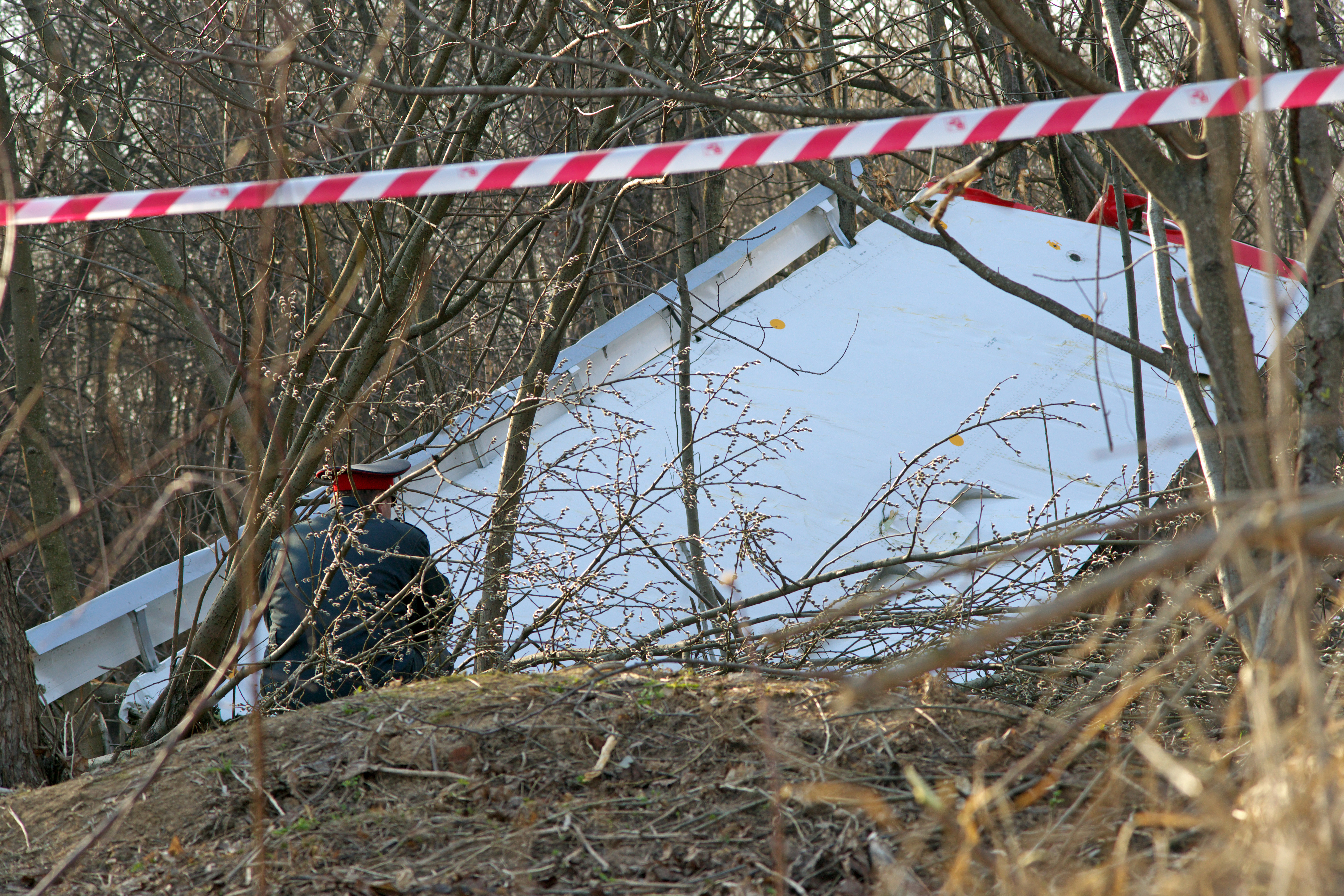
Ulomený konec levého křídla s vysunutými sloty

Bezprostřední příčinou nehody se jeví nedodržení předepsaných postupů pro konečné přiblížení, zejména sklesání pod tzv. výšku rozhodnutí DH, jestliže pilot neměl vizuální kontakt s přistávací dráhou. Velitel výcviku polských vzdušných sil, gen. Anatol Czaban, uvedl, že bez ohledu na výsledek se pilot vědomým pokusem o přistání při daných meteorologických podmínkách vystavoval nebezpečí trestního stíhání. Rovněž potvrdil výše uvedená minima pro Tu-154.
Proč se kapitán rozhodl pro tak nestandardní postup, je otázkou šetření i předmětem spekulací. Jako faktory, které k tomu mohly přispět, jsou zmiňovány například malá zkušenost členů posádky, nedostatečné seznámení se s výškovým profilem terénu, komunikace v ruštině a především snaha vyplnit za každou cenu přání prezidenta. Z analýzy černých skříněk vyplynula přítomnost cizích osob v kokpitu, jedna z nich byla identifikována jako velitel polských leteckých sil Andrzej Błasik a další, která pobyla v kokpitu jen krátce, jako Mariusz Kazana, ředitel diplomatického protokolu polského Ministerstva zahraničí. Podle šéfa polské státní komise pro vyšetřování leteckých nehod, Edmunda Klicha, byl kurs letounu řízen autopilotem, zatímco klesání ručně ovládal kapitán a posádka vědomě pokračovala v klesání pod povolenou výšku. Systém varování před nárazem do terénu TAWS byl v průběhu konečného přiblížení zapnutý a několikrát piloty varoval.

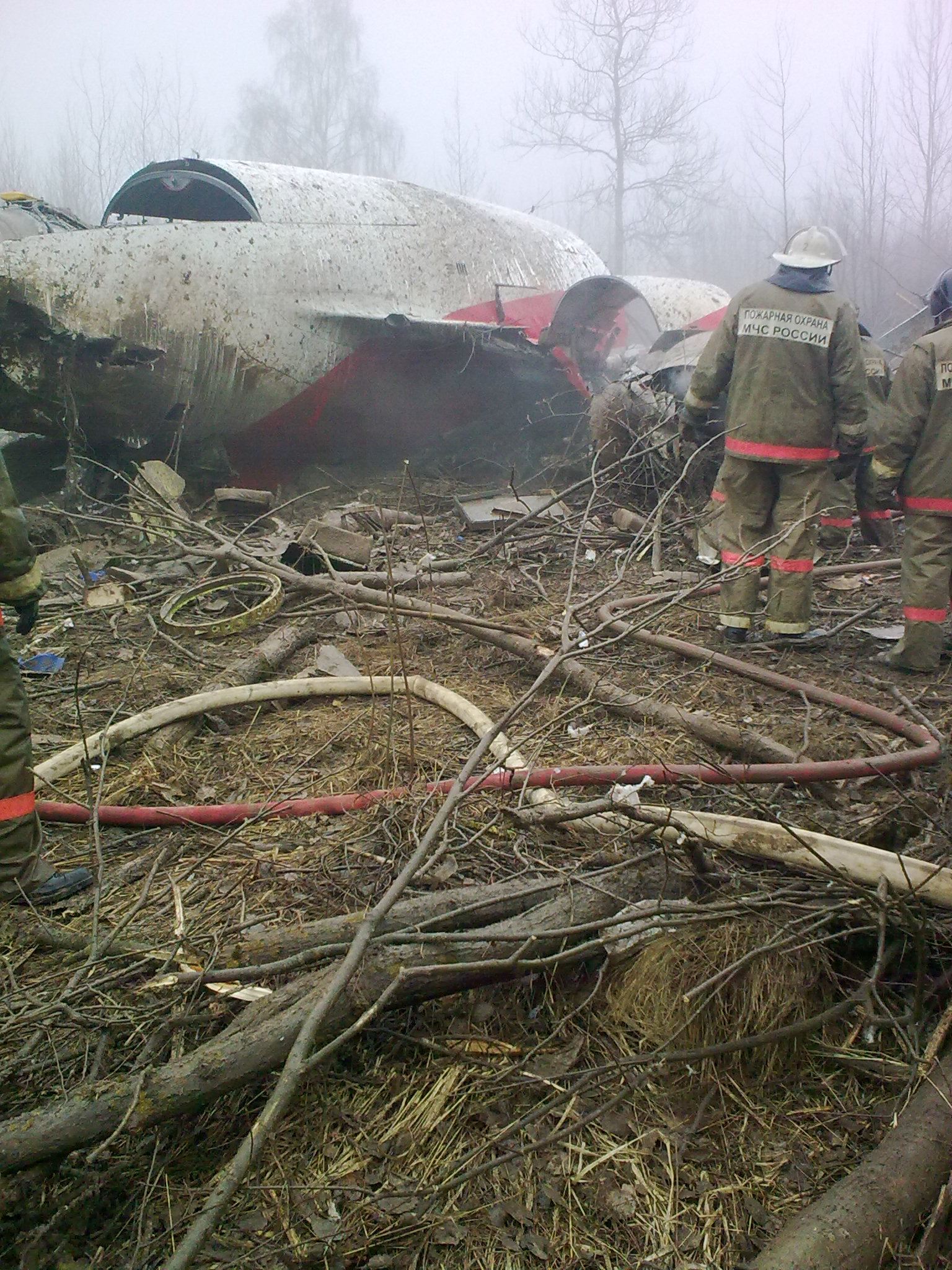
Ocasní část trupu (na zádech)

Vrchní polský vyšetřovatel Andrzej Seremet uvedl, že v současném stavu vyšetřování neexistují žádné informace, že by pilota k přistání někdo nutil. Podle slov exprezidenta Wałęsy však bylo obvyklé, že v podobných situacích odešel pilot dozadu (mimo dosah mikrofonů černé skříňky) informovat prezidenta a prodiskutovat další postup. Mezi okolnostmi, které vyvíjely tlak na přistání ve Smolensku, mohla hrát významnou roli i skutečnost, že pro záložní letiště (podle letového plánu Minsk a Vitebsk), nebyla polským Úřadem pro ochranu vlády (BOR) zajištěna logistika – nebyl tam nikdo, kdo by zajistil bezpečnost a odvezl téměř stočlennou delegaci ke katyňskému památníku. Nedostatečnou úroveň organizace a předletové přípravy dokládá i fakt, že letiště Vitebsk bylo vybráno jako záložní, ačkoliv bylo v té době sezónně mimo provoz.
Mezi možnými faktory, které k nehodě mohly přispět, jsou v médiích zmiňovány parametry a vybavení letiště, možné selhání výškoměru letadla, desítky zapnutých mobilních telefonů na palubě, narůstající stres pilota, a v neposlední řadě i jeho nedostatečná znalost chování letounu, u kterého při přechodu z klesání rychlejšího než 6 m/s na vodorovný let dochází k výraznému prosednutí (ztrátě výšky).
Dne 14. července 2010 byly polskými úřady zveřejněny výsledky analýzy černých skříněk. Podle nich měl krátce před havárií pilot prohlásit: „Když nepřistanu, zabijí mě“. To by potvrzovalo, že pilot byl pod tlakem, aby neodletěl na jiné, záložní letiště.
Již v březnu Moskva upozorňovala Varšavu, že letiště ve Smolensku není v dobrém stavu, a žádala, aby si přílet rozmysleli.

### Závěrečná zpráva
19. dubna zveřejnila MAK předběžné výsledky vyšetřování a 20. října 2010 oznámila ukončení vyšetřování a koncept závěrečné zprávy předala polské straně k vyjádření. Varšava odmítla akceptovat tento první návrh závěrečné zprávy, premiér Donald Tusk vytkl dokumentu povrchnost, chyby a neopodstatněnost některých závěrů. Zpráva měla 210 stránek, výhrady Poláků 148.
MAK zveřejnila na svých stránkách Závěrečnou zprávu v ruské a anglické verzi 12. ledna 2011, poté, co se ke zprávě vyjádřila polská strana. Současně s ní uveřejnila i polský komentář a další dokumenty.
Vyšetřovatelům se podařilo objektivně zrekonstruovat dráhu letounu před havárií, a to nejen na základě dat uložených v zapisovači FDR, ale rovněž s pomocí dat získaných s pomocí polských techniků z polského nechráněného kazetopáskového zapisovače a také s pomocí amerických specialistů z dat, získaných z pamětí elektronických navigačních přístrojů. Pro závěrečné fáze letu měli vyšetřovatelé ještě k dispozici analýzu, vycházející z olámání větví na stromech v dráze letu. Mezi takto získanými daty nebyly zjištěny významné rozdíly. Pro vyhodnocení řečové komunikace byl k dispozici vícestopý palubní zapisovač CVR, stejně jako vícestopý zapisovač na pracovišti řídícího. Byla provedena kontrola dokumentů o letounu a jeho údržbě, přípravě posádky, prozkoumání trosek, ohledání ostatků a mnoho dalších úkonů. Na základě získaných dat došla komise mj. k následujícím závěrům:
- Kapitán se rozhodl pokusit o přistání, přestože si byl plně vědom toho, že na letišti panují podmínky, které bezpečné přistání neumožňují s ohledem na minima letiště, letounu i posádky. Podle dokumentů přistával jako kapitán Tu-154M na letištích pouze s NDB navigací jen šestkrát, nikdy předtím ovšem ve ztížených povětrnostních podmínkách.
- Kapitán, který pilotoval osobně letoun až do poslední chvíle, zahájil konečné přiblížení, které neodpovídá žádnému standardnímu povolenému postupu. Směrově bylo letadlo vedeno autopilotem podle údajů GPS (kde byl při zadání bodů opomenut přepočet na WGS 84, což způsobilo menší směrovou odchylku z osy dráhy), výškově bylo vedeno rovněž autopilotem, který na základě nastavení otočného ovladače pouze udržoval úhel podélného sklonu stroje. Jelikož zahájili klesání pozdě (navzdory informaci dispečera při dosažení příslušného bodu), museli klesat velmi rychle, vertikální rychlost klesání byla přibližně dvojnásobkem povolené (až 8,5 m/s), a ačkoliv automatika tahu motorů stáhla výkon až na volnoběh, byla mírně překročena i požadovaná dopředná rychlost (cca 300 místo 265 km/h). Při tak prudkém klesání dosahuje prosednutí při přechodu do stoupavého letu několik desítek metrů a náběh proudových motorů z volnoběhu na maximální výkon trvá déle.
- Kapitán nereagoval na dosažení minimální výšky podle přístrojů, ani hlášené navigátorem, nedbal alarmu radiovýškoměru, pokynu druhého pilota k zahájení druhého okruhu, pokynů řídícího (GORIZONT 101!) a dokonce ani opětovného varování před nárazem do terénu od zařízení TAWS (TERRAIN AHEAD /let do terénu/ a později i kritického PULL UP! /přitáhni!/).
- Nezkušený navigátor neohlásil bod zahájení klesání, výšky hlásil nikoliv barometrické, ale z radiovýškoměru (s nesprávně nastaveným alarmem 60 m) a vyšetřovatelé se domnívají, že to mohl být on, kdo přepnul v průběhu konečného přiblížení digitální výškoměr kapitána na standardní tlak 1013 hPa (QNE) místo QFE (tlak na letišti), což způsobilo chybu asi + 165 m. Právě to je jednou z okolností, která vede vyšetřovatele k závěru, že kapitán nesledoval přístroje, ale snažil se v mlze zahlédnout zemi nebo osvětlení dráhy. Pokud by totiž přístroje sledoval, měl by si nejen všimnout na variometru nepřiměřené rychlosti klesání, ale především rozporu mezi výškoměry (digitálním a analogovým), o rozporu se všemi hlášeními a alarmy ani nemluvě.
- Podle charakteru a průběhu síly, působící na řízení (zaznamenané v FDR), dospěli vyšetřovatelé k závěru, že kapitán instinktivně přitáhl až ve chvíli, kdy zahlédl v mlze pozemní překážky. Poněkud spekulativní je úvaha, že kdyby nenarazili do kmene břízy, a pokud by pilot nezmenšil výchylku výškovky, přešlo by letadlo po 1–2 s do pádu z důvodu překročení kritického úhlu náběhu.
- Psychologický posudek hodnotí dopad přítomnosti nejvyššího velitele letectva v kokpitu a vážných obav z reakce prezidenta pro případ, že by odlétli na záložní letiště. Narůstající konflikt motivů vedl k přehodnocení plánu z pokusného přiblížení a odletu na pokus o přistání za každou cenu. Protože k tomuto rozhodnutí došlo pozdě, a navíc v časové tísni a stresu, nebyl si kapitán už schopen promyslet nějaké alternativní, aspoň relativně bezpečné postupy a meze, nebyl schopen informovat svou posádku a rozdělit úkoly jejím členům.[1]

### Nepřímé souvislosti
Polskému Jak-40 s novináři, který přistával krátce před Tu-154, dal dispečer instrukci na přerušení přiblížení. Posádka instrukci neuposlechla a dosedla bez povolení k přistání. Později kapitán uvedl, že instrukci neslyšel. Nebyl to ojedinělý případ, stížnosti na nekázeň pilotů přicházely už dříve z různých částí světa.
Během války o Jižní Osetii, 12. srpna 2008, letěl Kaczyński do Gruzie podpořit tamějšího prezidenta Saakašviliho. Při tomto letu odmítl kapitán letadla Grzegorz Pietruczuk, v souhlasu s druhým pilotem, kterým byl kapitán osudového letu do Smolenska, Arkadiusz Protasiuk, riskovat navzdory nátlaku prezidenta přistání v Tbilisi a přistál na plánovaném letišti v Ganže v Ázerbájdžánu. V letadle s Kaczyńským cestovali ještě prezidenti tří pobaltských států a Ukrajiny.
Kaczyński proti tomu rozezleně protestoval, poukazoval na svou teoretickou pravomoc nejvyššího velitele ozbrojených sil a před novináři na palubě kritizoval pilota. Navzdory Kaczyńského kritice byl Grzegorz Pietruczuk později za svůj odpovědný přístup jako kapitán letadla opozičním ministrem vnitra vyznamenán.
Dne 23. ledna 2008 při přistání polského armádního dopravního letounu CASA C-295M na letiště Mirosławiec došlo k nehodě, která měla mnoho společných znaků. Letiště bylo podobně přístrojově vybaveno, byla rovněž hustá mlha a na palubě byli vysocí důstojníci polské armády. Letoun během nezvládnutého konečného přiblížení narazil do země 300 m vlevo a 1 300 m před prahem dráhy RWY30. Došlo k destrukci letounu spojené s požárem, všichni na palubě zahynuli.
Dne 4. července 1943, ve 23:07, zemřel při letecké nehodě polský exilový předseda vlády, Władysław Sikorski. Letoun Liberator II, označení AL 523, který pilotoval československý důstojník Eduard Prchal, padl do moře 16 sekund po vzletu z Gibraltarského letiště. Při nehodě zahynulo 16 osob, mimo jiné Sikorského dcera a šéf úřadu vlády, zachránil se pouze pilot. Příčiny nehody nebyly nikdy objasněny, vznikla řada nepotvrzených konspiračních teorií, například že byl Brity odstraněn, aby nebránil vzniku britsko-sovětského spojenectví. Sikorski se rovněž angažoval ve věci vyšetření katyňského masakru.

### Polské zpochybňování vyšetřování
Reakce polské strany na Závěrečnou zprávu MAK byla zpracována v polštině s překladem do ruštiny, přičemž v případě rozporu je závazný polský originál. Ruská strana požádala o závazný text v některém z oficiálních jazyků ICAO. Polský dokument nenabídl žádné alternativní vysvětlení nehody či jiný scénář událostí, jeho těžištěm je zpochybňování údajů uvedených v Závěrečné zprávě, často i formálních, nebo okrajových (např. o přesném počtu odlétaných hodin členy posádky, zda čtvrtá stewardka patřila či nepatřila k posádce atd.). Je zde mimo jiné na mnoha stranách podroben kritice stav letiště (osvětlení dráhy atd.) nebo rozsáhle rozebírány nepřesnosti v hlášení dispečera, které jsou uvedeny v Závěrečné zprávě. Celkově dokument nikterak nezpochybňuje fatální chyby posádky, většina rozborů se pouze snaží prokázat větší či menší nedostatky v práci jiných (MAK, dispečer, provozovatel letiště), aniž objasňuje jejich příčinný vztah s nehodou.
Podle ČT24 chtěli Poláci "Závěrečnou zprávu" pravděpodobně kritizovat i nadále, jelikož se v ní vůbec nehovořilo o ruském podílu. Polská strana mluvila o špatném stavu smolenského letiště nebo nejasnostech o roli ruských dispečerů. Poláci dodnes nedostali záznam hovoru mezi dispečery, podle ruské strany byly buď smazány nebo záhadně zmizely (přepisy byly zveřejněny na stránkách MAK 18. 1. 2011; je tam také prohlášení, že nahrávky byly předány polské straně). Právník rodin obětí katastrofy zprávu považuje za skandální, Jarosław Kaczyński pak řekl, že si zpráva dělá z Polska legraci. Premiér Donald Tusk se rozhodl ihned přerušit svou dovolenou a ve čtvrtek 13. ledna 2011 se sešel s prezidentem Bronisławem Komorowskim a společně připravili stanovisko ke zprávě. Edmund Klich, polský zástupce u ruského Mezistátního leteckého výboru (MAK), tvrdil, že zpráva není kompletní a zamlčuje pravdu o tom, co dělali kontroloři na věži na smolenském letišti. Ti podle něj vydávali chybné pokyny, navíc kontroloři podle něj měli být pod nátlakem. Tvrdil také, že z materiálů, které má k dispozici polská strana, vyplývá, že byli v kontaktu s jakýmsi generálem.

Z polské strany se ovšem ozývaly i další projevy nedůvěry k vyšetřování: V červnu ruská strana uznala pravdivost obvinění, že několik vojáků z ostrahy letiště ukradlo z kapes Andrzeje Przewoźnika kreditní karty a podařilo se jim vybrat v přepočtu desetitisíce korun. Začátkem srpna 2010 obvinili polští vyšetřovatelé ruské vyšetřovatele, že jim nechtějí poskytnout záznamy související s možnou poruchou na letišti a že Rusové špatně zkompletovali tělo Lecha Kaczynského. V polovině září našla na místě katastrofy polská výprava motorkářů lidské kosti a na začátku října zde Rusové zadrželi polské novináře kvůli údajnému ilegálnímu vniknutí do uzavřeného prostoru.

### Polské vyšetřování
Polská strana se rozhodla vést vlastní vyšetřování a 29. července 2011 zveřejnila Komise pro vyšetřování nehod státních letadel více než 300 stránkovou Závěrečnou zprávu se závěry šetření. Ve zprávě komise vyjmenovává 163 různých pochybení, ke kterým došlo v souvislosti s přípravou a osudovým letem. Jako příčinu vlastní nehody zpráva uvádí:
| „ | Bezprostřední příčinou nehody bylo klesání pod výšku rozhodnutí s překročením povolené vertikální rychlosti za povětrnostních podmínek, které neumožňovaly vizuální kontakt se zemí a otálení s odletem na druhý okruh. Tyto okolnosti vedly k nárazu do terénní překážky, což způsobilo odlomení části levého křídla s křidélky, v důsledku čehož došlo ke ztrátě ovladatelnosti a nakonec k nárazu do země. | “ |

Jako další okolnosti, které k nehodě přispěly, je ve zprávě vyjmenováno:
- Posádka nesledovala barometrické výšky v podmínkách nepřesného přiblížení
- Absence reakce pilota na signál PULL UP! generovaný TAWS
- Pokus posádky provést druhý okruh automaticky (Tu-154 podporuje pouze při ILS přiblížení)
- Informace řídícího o správném kurzu a výšce, což mohlo utvrdit posádku ve víře, že přiblížení probíhá řádně
- Neinformování řídícího, když letoun podklesal sestupovou rovinu a opožděné vydání instrukce k ukončení klesání
- Nesprávný výcvik posádek Tu-154M u 36. pluku[55]

Na zprávu reagovala MAK prohlášením, že obě strany shodně považují za příčinu nehody sklesání pod výšku rozhodnutí, že obě strany shodně uvádějí i nedostatky na straně smolenského letiště a řízení provozu, nicméně MAK je toho názoru, že nejsou v příčinné souvislosti s nehodou. MAK neporozuměla, jak polská strana došla k závěru, že piloti neměli vůbec v úmyslu přistávat a že na vznik nehody neměla vliv přítomnost vysokého důstojníka v kokpitu.
Začátkem roku 2012 zveřejnila polská vojenská prokuratura vlastní výsledky zkoumání zvukového záznamu rozhovorů v kokpitu. Záznam obsahuje některé ne příliš významné rozdíly v časování jednotlivých dialogů a rovněž řadu dialogů interpretuje poněkud jinak, než předchozí verze MAK a verze zveřejněná polskou vládou. Pokud by byl přepis věrný, dokazoval by vědomé porušování předpisů polskou posádkou. Druhý pilot údajně varoval před nebezpečím (příliš rychlé klesání, klesající terén), kapitán vědomě podklesal výšku rozhodnutí – když klesali pod 100 m, měl říci "Ještě chvilku a odletíme". Výsledky šetření byly však zastíněny obviněním prokuratury z neetického chování k novinářům a následným pokusem vojenského prokurátora o sebevraždu.
V říjnu 2012 šéf vojenské prokuratury Jerzy Artymiak uvedl, že na sedačkách a křídlech letadla byly nalezeny stopy látek podobných výbušninám. Deník Rzeczpospolita pak napsal, že na částech vraku havarovaného letadla byly nalezeny stopy nitroglycerinu a trinitrotoluenu. Už po týdnu se ukázalo, že nešlo o pravdivou informaci a byl odvolán šéfredaktor Tomasz Wroblewski, autor článku a další dva zaměstnanci. Kontroverzní článek tehdy totiž podnítil u části polské veřejnosti napětí, když jí vnukl domněnku, že havárii způsobili Rusové. Jarosław Kaczyński tehdy hovořil o vraždě svého bratra. Polská centrální kriminalistická laboratoř přesto provedla analýzu a 17. ledna 2014 informovala polská vojenská prokuratura o tom, že nebyly nalezeny žádné stopy výbušnin.

### Nové polské vyšetřování
Na podzim 2016 vyslovili někteří členové polské vládní strany Právo a spravedlnost (PiS) podezření, že za havárií mohl stát výbuch na palubě letadla. V listopadu 2016 chtěli exhumovat některá těla a hledat stopy výbušnin. 17 z 96 rodin příbuzných s exhumací nesouhlasilo a poslaly vládě otevřený dopis s protestem. Jako první mělo být 14. listopadu exhumováno tělo prezidenta Lecha Kaczyńského, který je pohřbený v Krakově. Strana Právo a spravedlnost má za to, že za havárií nestojí počasí, ale nedbalost vlády Donalda Tuska nebo ruský terorismus.
Vyšetřovací podkomise, kterou vedl bývalý ministr obrany Antoni Macierewicz, uvedla v roce 2018 ve své zprávě, že letadlo zničily nejméně dvě exploze před jeho zřícením. Jeden výbuch zničil levé křídlo a druhý poničil levou část trupu. Příčiny explozí nejsou dosud známé.
10. dubna 2022, u příležitosti 12. výročí havárie, obvinil předseda PiS, vicepremiér Jaroslaw Kaczyński Rusko, že bylo v pozadí katastrofy. Kaczyński slíbil „velice brzy“ předložit důkazy pro svá tvrzení.

## Důsledky neštěstí a reakce

### Ovlivnění domácí politiky
V souladu s polskou ústavou se po smrti prezidenta dočasným úřadujícím prezidentem stal maršálek Sejmu Bronisław Komorowski. Jeho povinností bylo do čtrnácti dnů oznámit datum prezidentských voleb, které 21. dubna 2010 stanovil na 20. června 2010. Prezidentské volby se tím posunuly jen o pár měsíců – podle původních plánů se měly konat v řádném termínu na přelomu září a října. V letadle u Smolenska zahynuli hned dva uvažovaní kandidáti plánovaných podzimních voleb, kromě Lecha Kaczyńského, který měl v plánu funkci jako kandidát strany Právo a spravedlnost obhajovat, zemřel i kandidát Svazu demokratické levice Jerzy Szmajdziński. Řada vdov obětí se posléze rozhodla vstoupit do politiky, aby pokračovaly v politice svých manželů.
V letadle nebyli žádní ministři, takže funkce polské vlády ovlivněna nebyla. Polská armáda ztratila značnou část vedení, pravomoce zemřelých velitelů automaticky převzali jejich zástupci.

### Polské truchlení

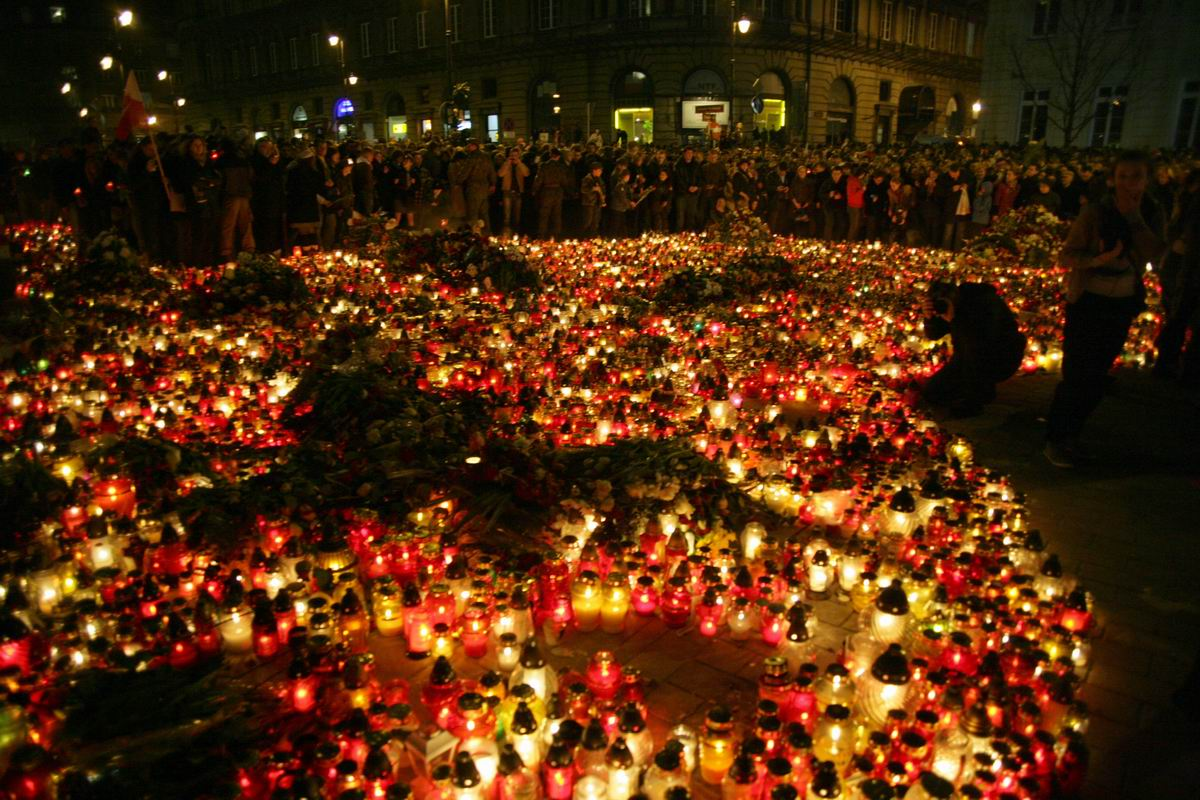
Svíčky před prezidentským palácem 10. dubna 2010

Polská veřejnost reagovala na zprávu o neštěstí spontánním smutkem, ještě týž den se před varšavským prezidentským palácem zastavily desítky tisíc lidí, aby položily věnec, květinu nebo zapálily svíčku. Byl vyhlášen oficiální týdenní státní smutek.
Později, 18. dubna, byl v rámci státního obřadu Kaczyński spolu s manželkou pohřben v katedrále na Wawelu, kde jsou pochováni i polští králové. Tato pocta ovšem už nebyla polskou veřejností přijímána zcela jednomyslně a vyvolávala kontroverze.

### Dopady polského vyšetřování
Polská reakce na oficiální šetření MAK byla velmi odmítavá, když však k podobným závěrům došlo i polské vyšetřování, následovala okamžitá rezignace ministra obrany Bogdana Klicha (1. srpna 2011) a krátce nato odvolání tří generálů a deseti důstojníků. Funkci opustil i náměstek ministra obrany Czeslaw Piatas.
Kromě toho vláda rozhodla o rozpuštění celé vládní letky a prodeji jejich strojů. Přepravu politiků mají nadále zajišťovat polské aerolinie LOT.

### Mezinárodní reakce

Státy, které vyhlásily státní smutek v reakci na havárii

Množství států vyhlásilo v reakci na událost den státního smutku, představitelé dalších států a organizací a mnohé další osobnosti oficiálně vyjádřili soustrast. Sedmidenní státní smutek byl 10. dubna vyhlášen v Polsku, později byl prodloužen na 9 dní. V Litvě byl 11. dubna vyhlášen třídenní státní smutek a čtvrtý den smutku byl vyhlášen na den pohřbu. Třídenní státní smutek vyhlásila Brazílie. Česká republika nejprve ohlásila den smutku na den pohřbu, později prezident změnil rozhodnutí na dvoudenní smutek v sobotu a neděli 17. a 18. dubna. Jednodenní smutek vyhlásily Bulharsko, Černá Hora, Estonsko, Gruzie, Chorvatsko, Kanada, Kapverdy, Lotyšsko, Maďarsko, Moldávie, Rumunsko, Rusko, Srbsko, Slovensko, Španělsko, Turecko a Ukrajina. Rada Evropy vyhlásila 12. dubna dnem smutku.
Řada světových státníků také vyjádřila úmysl zúčastnit se Kaczyńského pohřbu, ovšem později svůj úmysl změnili z důvodu omezení leteckého provozu kvůli erupcím sopky Eyjafjallajökull. Z Prahy dorazil vlakem prezident Václav Klaus i se svou manželkou, premiér Jan Fischer a arcibiskup Dominik Duka.

### Prokurátorův pokus o sebevraždu
O skoro dva roky později, 9. ledna 2012, se pokusil o sebevraždu zastřelením vojenský prokurátor Mikołaj Przybył, když během tiskové konference v emotivním projevu odmítl obvinění, podle něhož vojenská prokuratura bez potřebného rozhodnutí soudu žádala od telefonních operátorů, aby odtajnili obsah textových zpráv novinářů a prokurátorů. Pak požádal o přestávku, během níž opustili novináři místnost. V místnosti zůstal pouze Przybył, který vytáhl pistoli a střelil se do hlavy, avšak toto těžké zranění přes veškeré komplikace přežil. Důvodem jeho jednání prý byl nesouhlas s plánem podřídit vojenskou prokuraturu civilní prokuratuře. Podle něj to otvírá prostor pro organizovaný zločin.

## Významní cestující

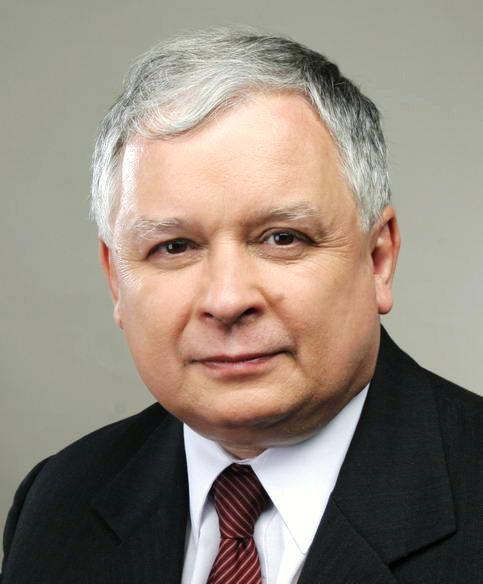
Lech Kaczyński, polský prezident

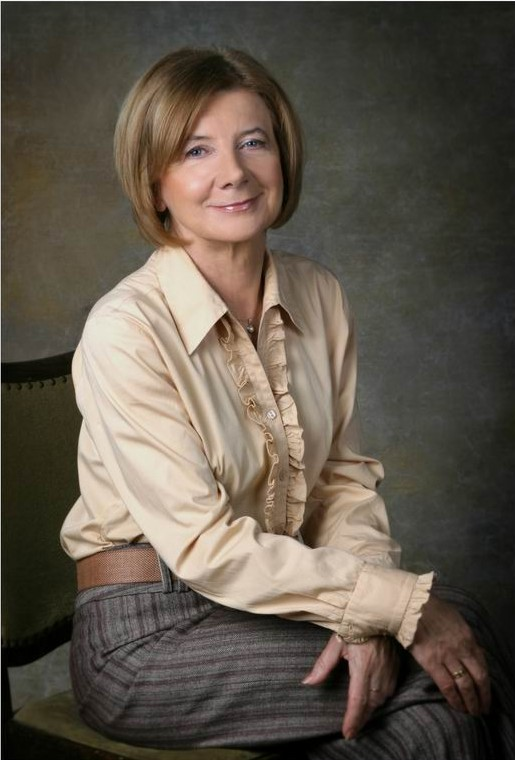
Maria Kaczyńska, první dáma Polska

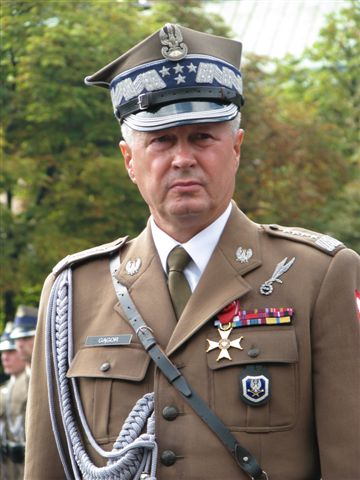
Generál Franciszek Gągor, náčelník štábu polské armády

Na palubě letadla byli tito významní cestující:
- Lech Kaczyński, polský prezident;
- Maria Kaczyńska, první dáma Polska;
- Ryszard Kaczorowski, poslední prezident Polska v exilu;
- Jerzy Szmajdziński, vicemaršálek Sejmu;
- Krzysztof Putra, vicemaršálek Sejmu;
- Krystyna Bochenková, místopředsedkyně Senátu;
- Władysław Stasiak, vedoucí Kanceláře prezidenta republiky;
- Aleksander Szczygło, ředitel Národní bezpečnostní služby;
- Paweł Wypych, státní tajemník v Kanceláři prezidenta republiky;
- Mariusz Handzlik, státní podtajemník v Kanceláři prezidenta republiky;
- Andrzej Kremer, náměstek ministra zahraničních věcí;
- gen. Franciszek Gągor, náčelník Generálního štábu Armády Polska;
- gen. Andrzej Błasik, velitel leteckých sil polské armády;
- gen. Tadeusz Buk, velitel pozemních sil polské armády;
- viceadm. Andrzej Karweta, velitel Námořnictva Polska;
- gen. Włodzimierz Potasiński, velitel speciálních sil polské armády;
- gen. Bronisław Kwiatkowski, náčelník operačního velení;
- gen. Kazimierz Gilarski, velitel varšavské posádky;
- Andrzej Przewoźnik, generální tajemník Rady na ochranu památky bojů a utrpení;
- Leszek Deptuła, poslanec Sejmu;
- Grzegorz Dolniak, poslanec Sejmu;
- Przemysław Gosiewski, poslanec Sejmu;
- Izabela Jarugová-Nowacka, poslankyně Sejmu;
- Grażyna Gęsicka, poslankyně Sejmu;
- Sebastian Karpiniuk, poslanec Sejmu;
- Aleksandra Natalliová-Światová, poslankyně Sejmu;
- Arkadiusz Rybicki, poslanec Sejmu;
- Jolanta Szymanková-Dereszová, poslankyně Sejmu;
- Zbigniew Wassermann, poslanec Sejmu;
- Wiesław Woda, poslanec Sejmu;
- Edward Wojtas, poslanec Sejmu;
- Janina Fetlińska, členka Senátu;
- Stanisław Zając, člen Senátu;
- Janusz Kochanowski, polský ombudsman;
- Sławomir Skrzypek, guvernér polské národní banky;
- Janusz Kurtyka, historik a ředitel Institutu národní paměti;
- Tadeusz Płoski, biskup polské armády;
- Piotr Nurowski, prezident Olympijského výboru Polska;
- Ryszard Rumianek, rektor varšavské univerzity kardinála Stefana Wyszyńského;
- Maciej Płażyński, prezident organizace Wspólnota Polska;
- Anna Walentynowiczová, aktivistka, členka Solidarity;
- Janusz Zakrzeński, herec;
- Joanna Agacka-Indecka, předsedkyně Nejvyšší advokátní komory.

Maršálek Sejmu Bronisław Komorowski, na něhož přešly pravomoci prezidenta Polské republiky, udělil 16. dubna 2010 tragicky zesnulým Řád Polonia Restituta – v prvním stupni osmi osobám, ve druhém stupni šestnácti, ve třetím pětadvaceti, ve čtvrtém stupni dvanácti a v pátém stupni třiceti osobám. Prezident Lech Kaczyński, poslední exilový prezident Ryszard Kaczorowski, aktivistka Anna Walentynowiczová a generál Stanisław Komornicki řád neobdrželi, neboť již byli nositeli jiných polských státních vyznamenání.

## Památník

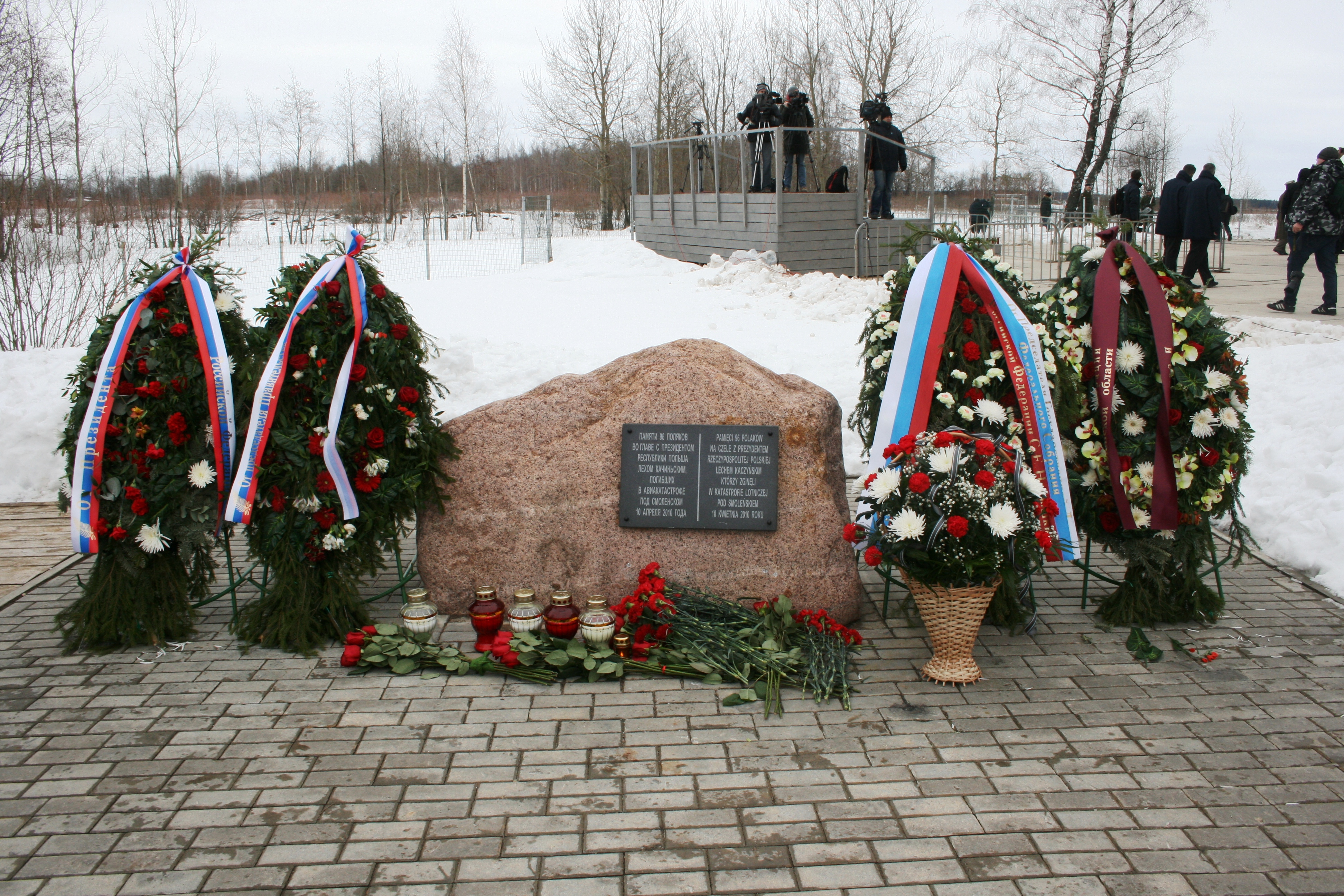
Pamětní kámen ve Smolensku, rok 2010

Na místě tragédie byl nejprve vybudován skromný kamenný pomník s deskou s nápisem. Jeho podoba se ale změnila, když ruské úřady nechaly z nápisu na pomníku vypustit zmínku o tom, že pasažéři havarovaného letadla mířili na pietní akt k připomenutí katyňského masakru. Vedlo to k diplomatické roztržce.
V dubnu 2011 se prezidenti Polska a Ruska Bronisław Komorowski a Dmitrij Medveděv dohodli na tom, že obětem neštěstí vybudují reprezentativnější památník. O jeho podobě měla jednat mezinárodní komise. Představy obou stran o podobě nového památníku se ale rozcházely. Poláci navrhovali rozsáhlý areál obsahující 115 metrů dlouhý pomník, věž a muzeum, to vše na pozemku o rozloze 100 tisíc metrů čtverečních, tedy větší než Rudé náměstí v Moskvě. Tak rozsáhlý pozemek ale ruská strana odmítla poskytnout.
Jiné pomníky a pamětní desky připomínají událost na řadě míst v Polsku, například na katedrální bazilice ve Włocławku, u kostela sv. Srdce v Piszi, v Mariánské bazilice v Gdaňsku, na kostele sv. Rocha v Białystoku nebo na vojenském hřbitově ve Varšavě. Kříž v kostele sv. Anny ve Varšavě byl po katastrofě původně vztyčen před prezidentským palácem.

## Galerie

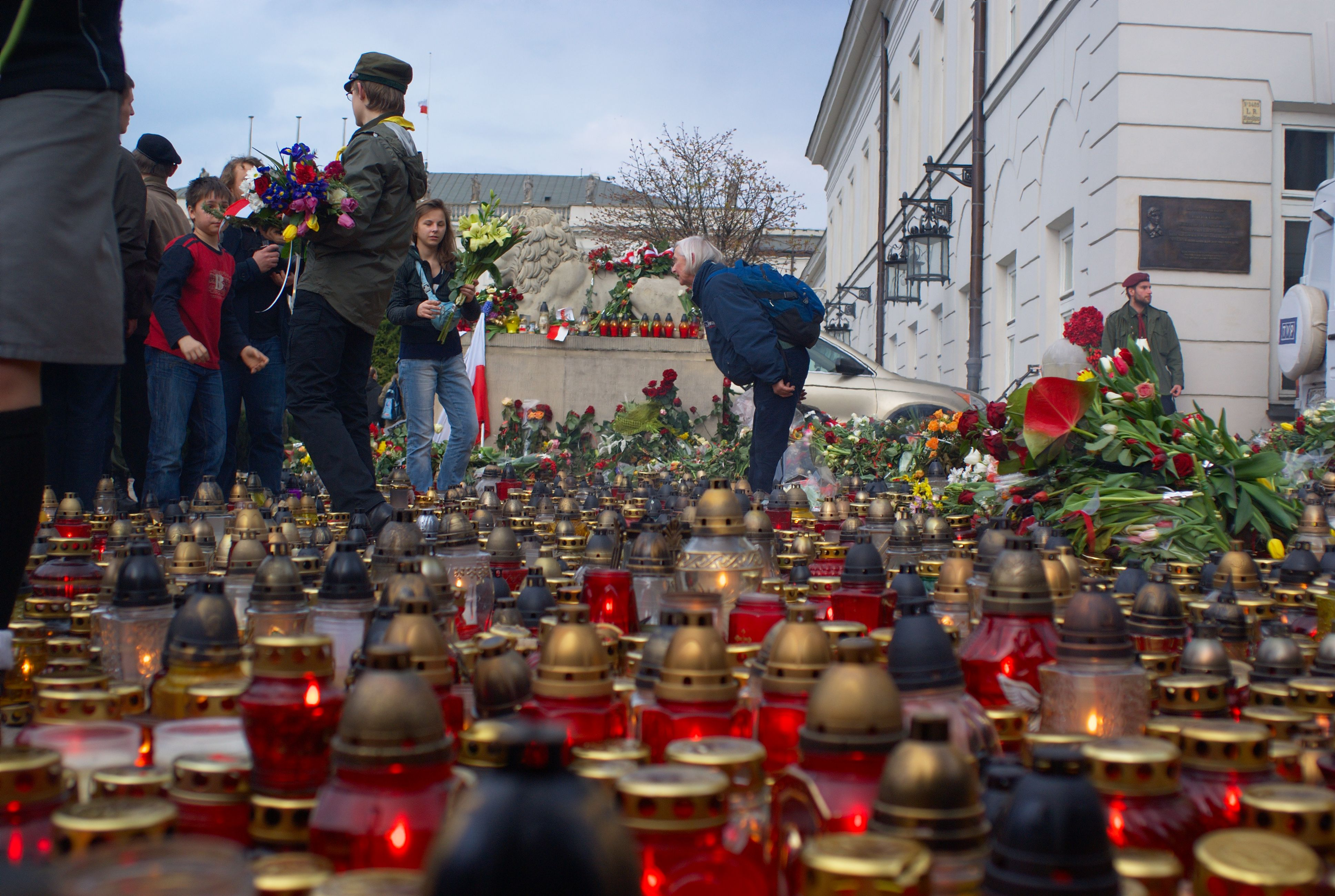
Lidé kladou svíčky a květiny před palác prezidenta ve Varšavě, 10. dubna 2010
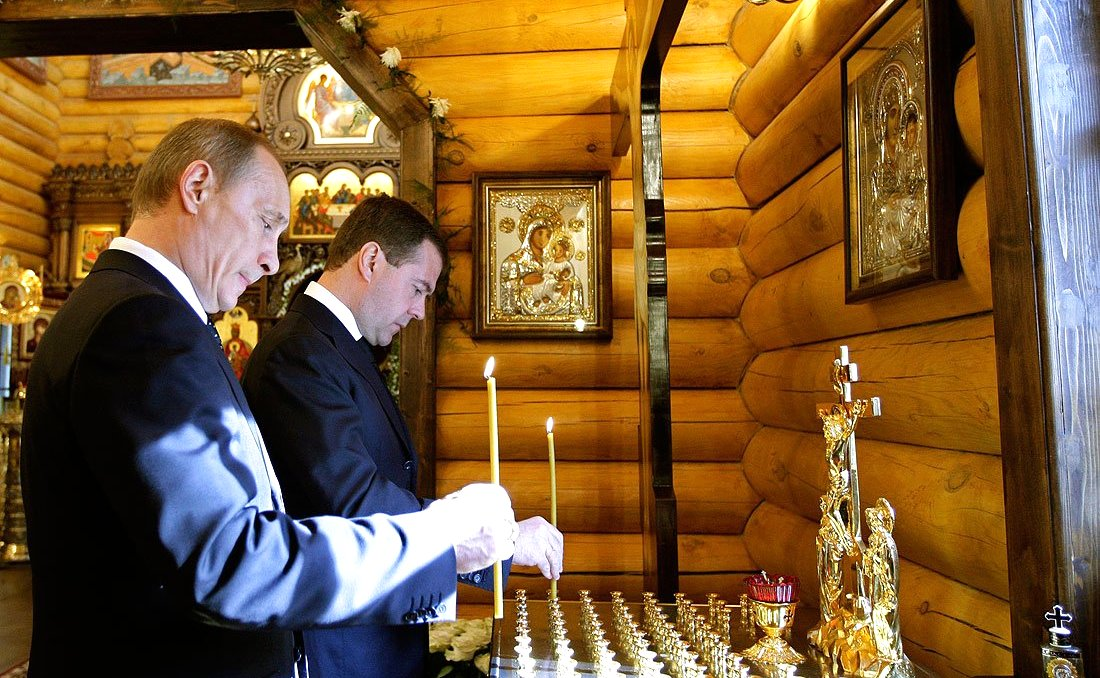
Ruský prezident Dmitrij Medveděv a premiér Vladimir Putin zapalují svíčky na památku obětí letecké nehody.
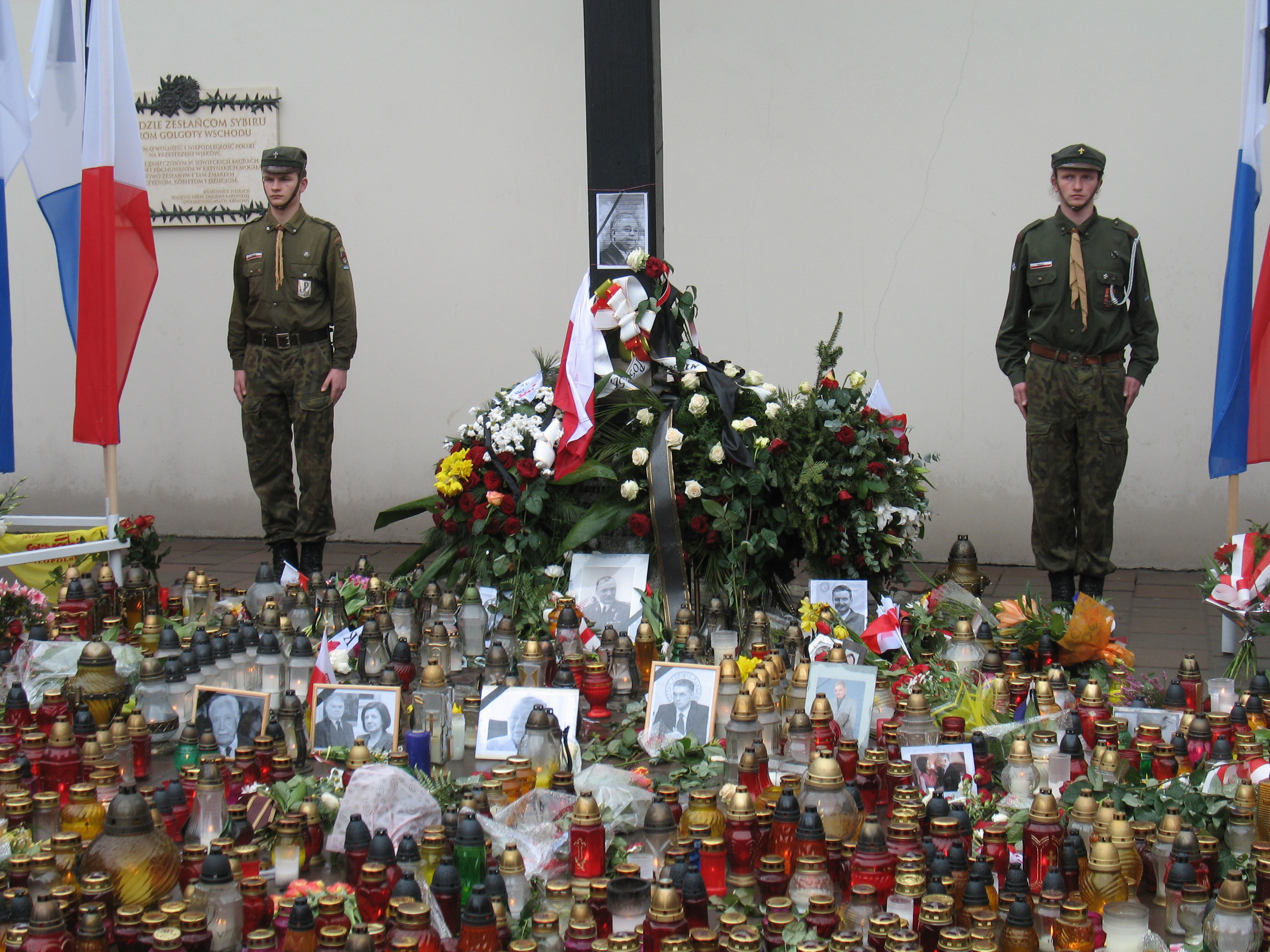
Čestná stráž v Krakově.
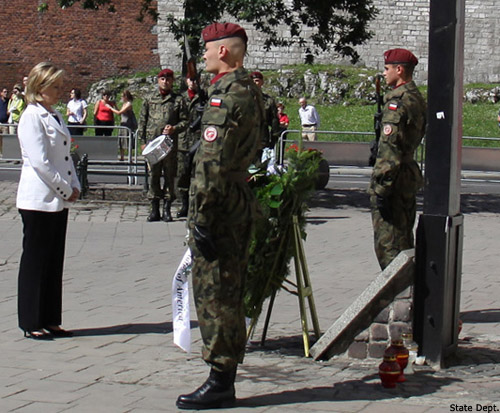
Hillary Clintonová uctívá památku obětí u provizorního památníku v Krakově